# James Hamlyn Willis
James Hamlyn "Jim" Willis (28 janvier 1910–10 novembre 1995) est un  botaniste australien. Il a décrit 64 nouvelles espèces de plantes et a publié plus de 880 travaux dont  A Handbook to plants in Victoria (Un livre de poche pour les plantes dans l'état de Victoria), ouvrage de référence en deux volumes entre 1962 et 1973.

## Biographie
Willis est né à Oakleigh (Australie) (en), État du Victoria, en 1910. En 1913, il déménage avec sa famille à Stanley sur la côte nord de Tasmanie, en Australie, jusqu'à ce qu'il retourne à Victoria en 1924. Il fréquente Melbourne High School (en) et en 1928, après avoir obtenu une bourse, il étudie à l'école forestière de Victoria (Victorian School of Forestry) à Creswick, obtenant son diplôme en 1930.
Pendant sept ans, il est employé par la commission des forêts Victoria Forests Commission comme garde-forestier.
En 1937 Willis rejoint l'Herbier national de Melbourne (National Herbarium of Victoria (en)) et commence des études à l'université de Melbourne, obtenant un diplôme de bachelier en sciences (Bachelor of Science (Honours)) en 1940.
Entre 1958 et 1959, il prend la responsabilité d'officier de liaison en botanique australienne aux Jardins botaniques royaux de Kew et en 1961 il est assistant botaniste du gouvernement pour l'état du Victoria. Entre 1970 et 1972, il est directeur des Jardins botaniques royaux de Melbourne.
J.H.Willis est l’abréviation botanique standard de James Hamlyn Willis.
Consulter la liste des abréviations d'auteur en botanique ou la liste des plantes assignées à cet auteur par l'IPNI, la liste des champignons assignés par MycoBank, la liste des algues assignées par l'AlgaeBase et la liste des fossiles assignés à cet auteur par l'IFPNI.